# Sugimoto Yumi
Sugimoto Yumi (杉本 有美 Sugimoto Yumi, Sam Bản Hữu Mỹ, sinh ngày 1 tháng 4 năm 1989) là một nữ diễn viên, người mẫu kiêm cựu ca sĩ người Nhật Bản. Cô hiện là thành viên trực thuộc công ty Face Planning.

## Sự nghiệp
Sugimoto bắt đầu sự nghiệp người mẫu trong trường tiểu học, khi cô được chọn trong một Grand-Prix bán thử giọng cho các cô gái manga tạp chí Ribon.
Trong tháng 7 năm 2007, cô nhận được vai chính đầu tiên của cô trong bộ phim truyền hình của TV Tokyo Boys Esté. Vai diễn mới nhất của cô là Miu Suto/ Go-on Silver trong loạt phim Super Sentai Engine Sentai Go-onger. Cô cũng đóng vai chính trong Mutant Girls Squad dưới sự chỉ đạo từ Tak Sakaguchi, Noburu Iguchi và Yoshihiro Nishimura.
Ngoài hát bài hát miêu tả nhân vật trong Engine Sentai Go-onger, Sugimoto đã bày tỏ sự quan tâm trong sản xuất âm nhạc. Cô phát hành đĩa đơn đầu tay Harukoi, sáng tác bởi Tomosuke Funaki, vào ngày 17 tháng 2 năm 2010.

## Đã đóng
Phim truyền hình
- Boys Esté (TV Tokyo, 2007) vai Shizuka Koiwai
- Coin Locker Monogatari (TV Asahi, 1 tháng 3 năm 2008)
- Engine Sentai Go-onger (TV Asahi, 2008) vai Miu Sutō/Go-on Silver
- Tensai Terebi-kun MAX Corner drama: "Miracle Shutter" (NHK Educational, 18 tháng 5 năm 2009) vai Saki
- Kaidoku ~Toshi Densetsu no Angou Mystery~ (Kansai TV / Fuji TV, 30 tháng 6 năm 2009) vai Saya
- Buzzer Beat ~Gakeppuchi no Hero~ (Fuji TV, 2009 - 2010) vai Saori Akita
- Sheiken BABY! -Shakespeare Syndrome- (Fuji TV, 3 tháng 1 năm 2010) vai Yukiko Arai

Phim mobile
- 100 Scene no Koi (100 cảnh yêu) [100シーンの恋] (2007)

Phim chiếu mạng
- Spring and Fall Frog Prince [春と秋のカエルの王子] (tháng 6, 2008)

Phim điện ảnh
- Engine Sentai Go-onger: Boom Boom! Bang Bang! GekijōBang!! (Toei, 9 tháng 8 năm 2008)
- Engine Sentai Go-onger vs. Gekiranger (Toei, 24 tháng 1 năm 2009) vai Miu Sutō/Go-on Silver
- Samurai Sentai Shinkenger vs. Go-onger Ginmaku Bang!! (Toei, 30 tháng 1, 2010) vai Miu Sutō/Go-on Silver
- Mutant Girls Squad (Nikkatsu, Tháng 5, 2010) vai Rin

## Anime
- Kūchū Buranko (Fuji Television, 2009) as the nurse Mayumi

## Stage
- Nakano Blondys Musical (12-20 tháng 3, 2008, Space Zero)
- Knockout Brother-X- (23-27 tháng 12, 2009, Space Zero) vai Kohaku Tomigusuku

## DVD
- Yumi Sugimoto -Flowering- (tháng 5, 2006)
- Yumi Sugimoto -Morning Star- (tháng 2, 2007)
- Yumi Sugimoto -Journey Hitori Sugimoto Yumi 19-year-old- (tháng 10, 2008)